# Олбани (Минесота)
Олбани (енгл. Albany) град је у америчкој савезној држави Минесота.

## Демографија
По попису из 2010. године број становника је 2.561, што је 765 (42,6%) становника више него 2000. године.
| Група             | 2000.         | 2010.         |
| Белци             | 1.773 (98,7%) | 2.495 (97,4%) |
| Афроамериканци    | 4 (0,2%)      | 4 (0,2%)      |
| Азијати           | 1 (0,1%)      | 6 (0,2%)      |
| Хиспаноамериканци | 6 (0,3%)      | 23 (0,9%)     |
| Укупно            | 1.796         | 2.561         |